# Венисия, Хосе де
Хосе де Венеция Клаверия-младший, также известный как Джо Де Ви (род. 26 декабря 1936, Дагупан, Илокос), — бывший Спикер Палаты Представителей Филиппин, занимавший этот пост с 1992 по 1998 и с 2001 по 2008 года. Будучи спикером, он являлся четвертым должностным лицом Филиппин. Он являлся президентом правящей политической партии Филиппин Лакас-Христиано-мусульманские демократы. Он баллотировался на пост президента на выборах 1998 года, но проиграл вице-президенту Джозефу Эстрада, заняв второе место в голосовании среди 11 кандидатов.
Начиная с 1987 года де Венисия избирался на шесть сроков членом Палаты представителей от провинции Пангасинан. Он занимал пост Спикера Палаты представителей Филиппин во время Девятого, Десятого, Двенадцатого и Тринадцатого Конгресса Филиппин. Он прослужил более года как спикер Палаты представителей на Четырнадцатом Конгрессе Филиппин. Он стал первым филиппинцем, занимавшим пост спикера пять раз в разные сроки.

## Ранние годы и карьера
Де Венисия родился в городе Дагупан в семье судьи Хосе Р. де Венисия и Касимиры Вильямиль Клаверии.
Как предприниматель, де Венисиа впервые организовал работу за рубежом для филиппинцев на контрактной основе, будучи одним из первых филиппинских подрядчиков рабочей силы на Ближний Восток и Северную Африку в середине 1970-х. Он нанял 51 000 филиппинцев в его компании и занимается портовыми операциями в Саудовской Аравии, сельским хозяйством в Африке, а также масштабным строительством и разработкой нефтяных недр в ОАЭ. Его Ближневосточная инициатива привела к занятости миллионов филиппинцев. В 1970-х он занялся разработкой нефтяных и газовых месторождений, приведшей к первой забастовке нефтяников и газовиков на другой суше, острове Палаван. Он был избран президентом Нефтяной ассоциации Филиппин.
С 1966 по 1969 год Де Венисия был дипломатом в должности министра-экономического советника. Он задумал и реализовал программу перевода долларовой валюты из зарубежных стран всего мира для заграничных филиппинских рабочих.
Де Венисия вышел из влиятельной политической семьи. Его дед, Гильермо де Венисия, был муниципальным президентом (должность, называемая сегодня «мэр») с 1916 по 1918 и с 1925 по 1926 год. Он баллотировался и победил на выборах в конгрессмены от второго округа Пангасинана с 1969 по 1972 год. После восстановления Палаты представителей Филиппин в 1987 году, баллотировался и победил на выборах в конгрессмены от четвертого округа Пангасинана.

## Спикер Палаты представителей (1992—1998)
Он был переизбран в 1992 году и присоединился к вновь созданной партии Лакас Дао президентa Филиппин Фиделя Рамоса. Он был инициатором объединения Национального союза христианских демократов, коалиции Прогрессивной партии Филиппин и Союза мусульманских демократов, и введения их в состав Лакас Дао, чтобы сделать последнюю правящей партией. В том же году он был избран Спикером Палаты представителей Филиппин. Когда Рамос получил низкий процент плюрализма на выборах, Де Венисия создал коалицию Радуга, сливая политические партии, включая Фронт демократических филиппинцев, Националистическую народную коалицию, Лакас-Христиано-мусульманские демократы, и другие мелкие партии, чтобы сформировать устойчивое большинство в Палате представителей. В 1995 году он был переизбран на пост конгрессмена и спикера.

### Посол мира
Будучи посланцем мира Президента Рамоса, спикер де Венисиа обращался к повстанческой группе Исламский освободительный фронт моро, к сепаратистам и вооруженным мятежникам в Минданао из фронта RAM-SFP-YOU и к Коммунистической партии Филиппин, командующей Новой народной армией. Он пересек пустыню Сахара дважды, чтобы встретиться с ливийским лидером Муаммаром Каддафи и Председателем Национального освободительного фронта моро Нуром Мисуари для оказания помощи в налаживании мирного соглашения в Триполи в 1976 году. Убедив Мисуари принять автономию, де Венисия добился подписания мирного договора 2 сентября 1996 года.
В 1992 году де Венесиа вел секретные переговоры с лидерами вооруженных повстанцев во главе с Коммодоре Каладжате, генералом Абенина, и полковником Хонасаном, что привело к прекращению огня в декабре того же года и окончательному мирному соглашению в 1995 году. В апреле 1997 года Де Венеция отправился в Нидерланды, чтобы встретиться с находящимися в добровольном изгнании лидерами Национального демократического фронта и Новой народной армии во главе с Хосе Мария Сисон и Луисом Джаландони. Он был первым христианским лидером, посетившим горный партизанский лагерь Абубакар в ноябре 1997 года и ведший открытые мирные переговоры с Хашимом Саламатом, председателем Исламского фронта освобождения моро и с полевым командиром Мурадом.
Хосе де Венисия также является послом мира Федерации за всеобщий мир.

### Президентские выборы 1998 года
В 1998 году правящая партия Лакас провела собрание по поводу избрания кандидата в преемники Рамоса от своей партии на предстоящих президентских выборах, которые состоялись 11 мая. Из длинного списка кандидатов выбор пал между де Венисией и Министром обороны Ренато де Вилла. Хотя Де Вилла доминировал, на голосовании выиграл де Венисия, после чего первый вышел из партии, чтобы сформировать новую, под названием Партия реформы.
Де Венисия получил второе наибольшее число голосов в области из 11 кандидатов, проиграв Джозефу Эстрада.

## Возвращение в политику
Де Венисия вновь появился в канун Нового 2001 года, призывая президента к «плавной передачи власти» вице-президенту. Эстрада принизил заявления де Венисии, однако был свергнут 20 января того же года.

## Спикер палаты Представителей (2001—2008)
На выборах 2001 года он выиграл без оппозиции и занял пост конгрессмена от 4-го округа Пангасинан. Он был переизбран подавляющим большинством членами палаты, в том числе и некоторыми из оппозиционных левых представителей из списка партий. На президентских выборах 2004 года он сыграл ключевую роль в победе Глории Макапагал-Арройо, нового президента Филиппин. Кроме того, он одержал победу с большим перевесом голосов на выборах в конгрессмены, и был переизбран на пост спикера в четвертый раз.

## Текущая деятельность
Хосе де Венисия является почетным председателем Федерации за всеобщий мир, организации со специальным консультативным статусом в ООН. В  в 2009 году он возил делегацию Федерации за всеобщий мир в Таиланд и организовал встречу в здании парламента Таиланда для официальных лиц федерации с Президентом Национальной ассамблеи Таиланда и спикером Палаты представителей Таиланда Чаи Читчобом. В состав делегации  входили семь депутатов из Шри-Ланки, Малайзии, Непала, Пакистана, губернатор индийского штата Сикким и генсек камбоджийского подразделения Красного креста.